# Никонов, Андрей Григорьевич
Андре́й Григо́рьевич Ни́конов (1901—1944) — подполковник Рабоче-крестьянской Красной Армии, участник Великой Отечественной войны, Герой Советского Союза (1943).

## Биография
Андрей Никонов родился 19 августа 1901 года в селе Белозёрки (ныне — Красноярский район Самарской области). После окончания начальной школы работал в сельском хозяйстве. В 1919 году Никонов пошёл на службу в Рабоче-крестьянскую Красную Армию. В 1926 году он окончил пехотную школу, в 1938 году — Московское военно-хозяйственное училище. С июля 1941 года — на фронтах Великой Отечественной войны.
К октябрю 1943 года подполковник Андрей Никонов командовал 685-м стрелковым полком 193-й стрелковой дивизии 65-й армии Центрального фронта. Отличился во время битвы за Днепр. 15 октября 1943 года полк Никонова успешно переправился через Днепр в районе села Каменка Репкинского района Черниговской области Украинской ССР и захватил плацдарм на его западном берегу, удержав его для наступления основных сил.
Указом Президиума Верховного Совета СССР от 30 октября 1943 года за «умелое командование полком, образцовое выполнение боевых заданий командования на фронте борьбы с немецкими захватчиками и проявленные при этом мужество и героизм» подполковник Андрей Никонов был удостоен высокого звания Героя Советского Союза с вручением ордена Ленина и медали «Золотая Звезда» за номером 1025.
30 января 1944 года Никонов погиб в бою. Похоронен в братской могиле в городе Калинковичи Гомельской области Белоруссии.
Был также награждён орденами Красного Знамени и Отечественной войны 1-й степени.
В честь Никонова переименована деревня Рыловичи (Никоново) Калинковичского района и названа улица в Калинковичах.